# Aloha Airlines
Pour les articles homonymes, voir Aloha (homonymie) et AAH.
The Spirit of Aloha
Aloha Airlines (Code AITA : AQ ; code OACI : AAH) était une compagnie aérienne américaine, implantée à Honolulu, à Hawaii et qui a cessé ses activités le 31 mars 2008.
Aloha Airlines reliait entre eux les 5 principaux aéroports de l'État insulaire d'Hawaii. Le service transpacifique d'Aloha desservait notamment Oakland dans la baie de San Francisco, le comté d'Orange (aéroport John-Wayne) ainsi que l'aéroport Bob-Hope de Burbank dans le cœur de la Californie du Sud, Las Vegas, Phoenix, Reno, Sacramento et Vancouver (Canada). Les autres routes reliaient Hawaii à Kwajalein et Majuro dans les îles Marshall, Pago Pago dans les Samoa américaines et enfin Rarotonga dans les îles Cook. En janvier 2005, Aloha s'étant placée sous la protection du chapitre 11 de la loi américaine sur les faillites, a réduit ses routes dans le Pacifique en supprimant notamment Majuro et Pago Pago de ses destinations, et semble avoir cédé sa filiale Island Air. La compagnie a finalement cessé ses activités de transport passagers le 31 mars 2008.

## Destinations
Archipel des Hawaii :
- Hilo, Hawaii ;
- Honolulu, Oahu ;
- Kahului, Maui ;
- Kona, Hawaii ;
- Lihue, Kauai.

Continent américain :
- Burbank, Californie ;
- Las Vegas, Nevada ;
- Oakland, Californie ;
- comté d'Orange, Californie ;
- Reno, Nevada ;
- Sacramento, Californie ;
- San Diego, Californie ;
- Canada :  Vancouver, Colombie britannique.

Vols : 140 vols hebdomadaires transpacifiques; vers la Californie et le Nevada : 42 vols hebdo ; Inter-îles 616 par semaine.

## Flotte

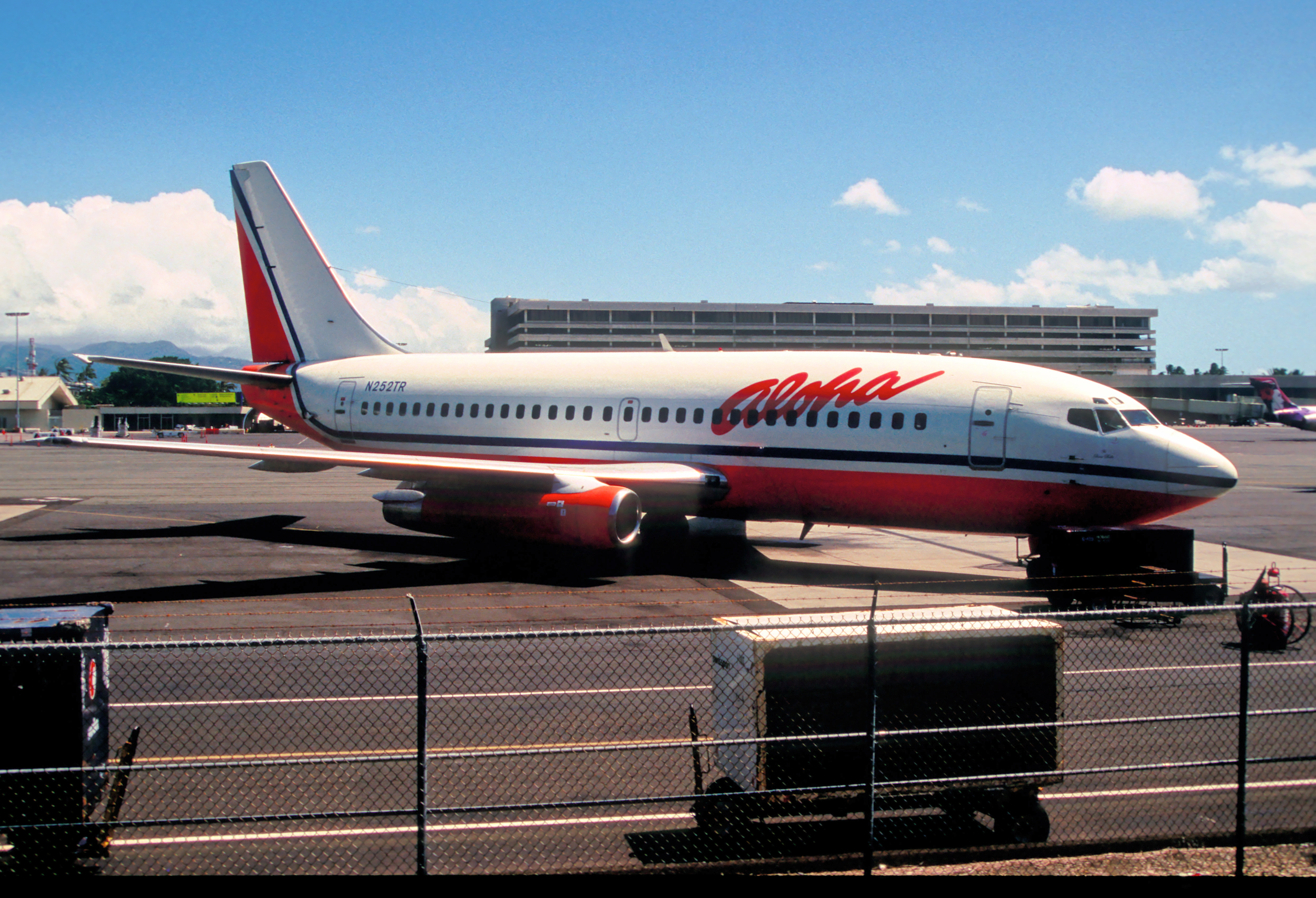
Boeing 737-200 de Aloha Airlines (old color)

## Incidents et accidents
Le 28 avril 1988, le vol 243 à destination d'Honolulu (Hawaï) transportant 89 passagers et six membres d'équipage est victime d'une décompression explosive Toute une partie du fuselage se déchire (le toit est enlevé, comme pour une décapotable). Les pilotes réussissent à poser l'appareil à l'aéroport de Kahului sur l'île hawaïenne de Maui.
Le Boeing 737 était le 152e fabriqué par Boeing, et avait déjà effectué près de 89 000 cycles (décollage, montée, croisière, approche, atterrissage), alors qu'il n'était destiné à en faire que 75 000. 
De nombreuses fissures détériorèrent l'avion, à tel point que même les structures servant à renforcer l'avion en cas de fuselage abîmé ne furent pas suffisantes.
Il s'est écoulé 13 minutes entre la décompression explosive et l'atterrissage.

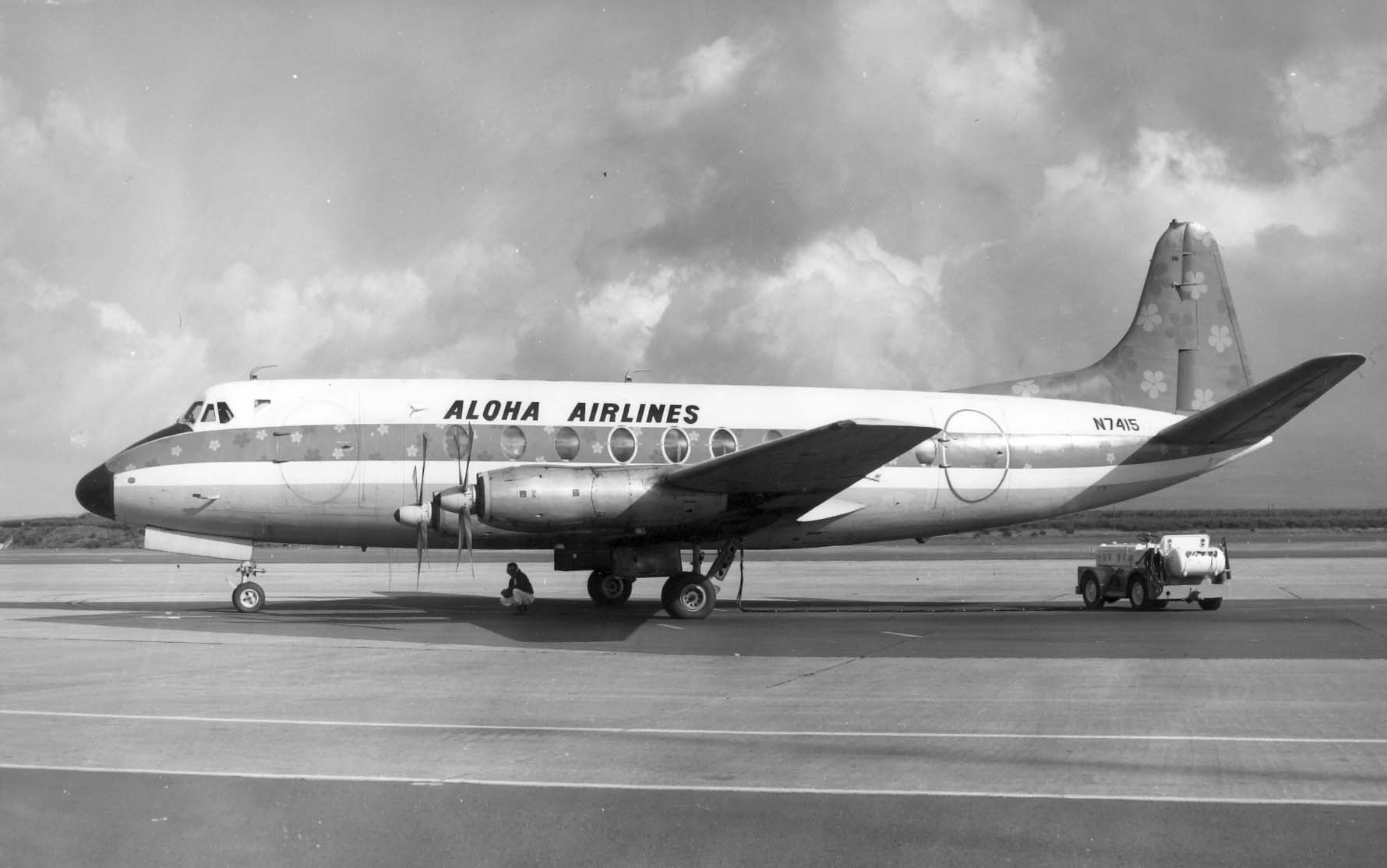
Vickers Viscount de Aloha Airlines

Parmi les 95 personnes à bord, seule une personne est décédée. Il s'agissait de la doyenne de la compagnie, aspirée hors de l'avion lors de la première phase de la décompression explosive. Au total, 8 personnes ont été grièvement blessées (dont 1 membre d'équipage), et 57 légèrement.

## Fin des opérations
C'est le 31 mars 2008 que le dernier vol d'Aloha Airlines a eu lieu. La compagnie comptait à ce jour 1 900 employés. La compagnie a mis fin à ses opérations à la suite de l'annonce de la société Yucaipa, qui est basée en Californie, disant qu'elle arrêtait de financer la compagnie aérienne le 21 mars 2008.